# Max Schiemann
Max Schiemann (* 10. September 1866 in Breslau; † 2. Februar 1933 in Wurzen) war ein deutscher Elektroingenieur und Unternehmer. Er war Mitinhaber der Gesellschaft für gleislose Bahnen Max Schiemann & Co. in Wurzen.

## Familie
Seine Eltern waren der aus Königsberg stammende, später in Breslau wohnhafte Versicherungskaufmann Albert Karl Schiemann (1837–1897) und Malvile (Malwine) Luise Emilie geb. Oloff (1840–1907), die Tochter des Königsberger Malers Friedrich August Oloff und der Wilhelmine Louise Amalie Oloff geb. Breckenfelder. Er hatte fünf Geschwister. Sein Großvater Carl Gottlieb Schiemann (1801–1872) war Schneidermeister in Königsberg.
1892 heiratete er in Frankfurt an der Oder Elisabeth Bahlmann (1871–1949), die Tochter des Krakauer Kaufmanns in Bernau Theodor Bahlmann (1837–1886). Ihre Kinder waren Erich Schiemann (1897–1956), der zuletzt in Mannheim als Ingenieur tätig war, und Hildegard Scheidges geb. Schiemann (1899–1979), zuletzt Musikpädagogin in Berlin.
Der Chemiker Günther Schiemann (1899–1967) ist sein Neffe.

## Wirken
Nach seinem Studium der Elektrotechnik an der Technischen Hochschule (Berlin-)Charlottenburg war er bei Siemens & Halske in Berlin mit elektrischen Straßenbahnen beschäftigt. Anschließend arbeitete er für Herrmann Bachstein, der 1879 die Centralverwaltung für Secundairbahnen gegründet hatte, und bei der Dresdner Straßenbahn.
1900 gründete er in Dresden ein eigenes Ingenieurbüro und 1901 in Wurzen zusammen mit Fritz Momber die Gesellschaft für gleislose Bahnen Max Schiemann & Co. Im Sommer 1901 nahm die Gleislose Bielathal-Motorbahn mit elektrischer Oberleitung den Betrieb auf. Anschließend entstanden weitere Gleislose Bahnen in Deutschland, Österreich und Norwegen. 
Zu Beginn des Ersten Weltkriegs mussten Projekte in Brixen und im algerischen Oran eingestellt werden. Nach Mombers Ausscheiden wurde die Produktion 1926/1927 aufgegeben.